# 李則之
李则之（?—?），唐朝宗室，唐高祖李淵来孙、虢王李凤的玄孙、嗣虢王李巨的儿子。
李则之嗜学，五十多歲的時候還执经太学，嗣曹王李皋推荐他。贞元二年（786年），從睦王府长史轉任左金吾卫大将军。因為和从甥窦申親善，贬為昭州司马。

## 传記資料
- 《旧唐書》卷一百一十二 列传第六十二
- 《新唐書》卷七十九·列传第四